# Ḩamzehlū-ye Soflá
Ḩamzehlū-ye Soflá (persiska: حمزه لو سفلی, حَمزِهلوی پائين, هَمزِهلُّ سُفلَ, حَمزِهلو) är en ort i Iran.   Den ligger i provinsen Hamadan, i den nordvästra delen av landet, 280 km sydväst om huvudstaden Teheran. Ḩamzehlū-ye Soflá ligger 2 132 meter över havet och antalet invånare är 182.
Terrängen runt Ḩamzehlū-ye Soflá är kuperad.Runt Ḩamzehlū-ye Soflá är det ganska tätbefolkat, med 54 invånare per kvadratkilometer. Närmaste större samhälle är Tūreh, 19,4 km öster om Ḩamzehlū-ye Soflá. Trakten runt Ḩamzehlū-ye Soflá består i huvudsak av gräsmarker.